# 观音井镇
观音井镇，是中华人民共和国四川省巴中市恩阳区曾经下辖的一个镇。2019年12月，撤销观音井镇，将其所属行政区域划归下八庙镇管辖。

## 行政区划
观音井镇撤销前下辖以下地区：
观音井社区、朝阳社区、乐山村、店子村、细垭村、岳王村、花石村、灵山村、肖师村、元包村、石城村、凤仪村、万寿村、观音庵村、楼房村、马林村、良产村、石板村和七星村。